# Thiepval
Thiepval (picardisch: Tièbvo) ist eine nordfranzösische Gemeinde mit 127 Einwohnern (Stand 1. Januar 2022) im Département Somme in der Region Hauts-de-France. Die Gemeinde gehört zum Kanton Albert und ist Teil der Communauté de communes du Pays du Coquelicot.

## Geographie
Die Gemeinde an der Départementsstraße D151 mit dem Ortsteil St-Pierre-Divion erstreckt sich vom Tal der Ancre im Westen bis auf die östlich davon gelegenen Höhen.

## Geschichte
Im Gemeindegebiet wurden Reste eines gallo-römischen Lagers gefunden. In Divion stand ein Schloss, das im Jahr 960 vom westfränkischen König Lothar belagert wurde.
Die Gemeinde, die im Ersten Weltkrieg vollständig zerstört wurde und als Eckpunkt der deutschen Verteidigungsstellung ein Brennpunkt der Schlacht an der Somme war, erhielt als Auszeichnung das Croix de guerre 1914–1918.

## Einwohner
| 1962 | 1968 | 1975 | 1982 | 1990 | 1999 | 2006 | 2010 | 2020 |
| ---- | ---- | ---- | ---- | ---- | ---- | ---- | ---- | ---- |
| 111  | 111  | 93   | 105  | 116  | 98   | 98   | 124  | 124  |

## Verwaltung
Bürgermeister (maire) ist seit 2008 Max Potie.	

## Sehenswürdigkeiten

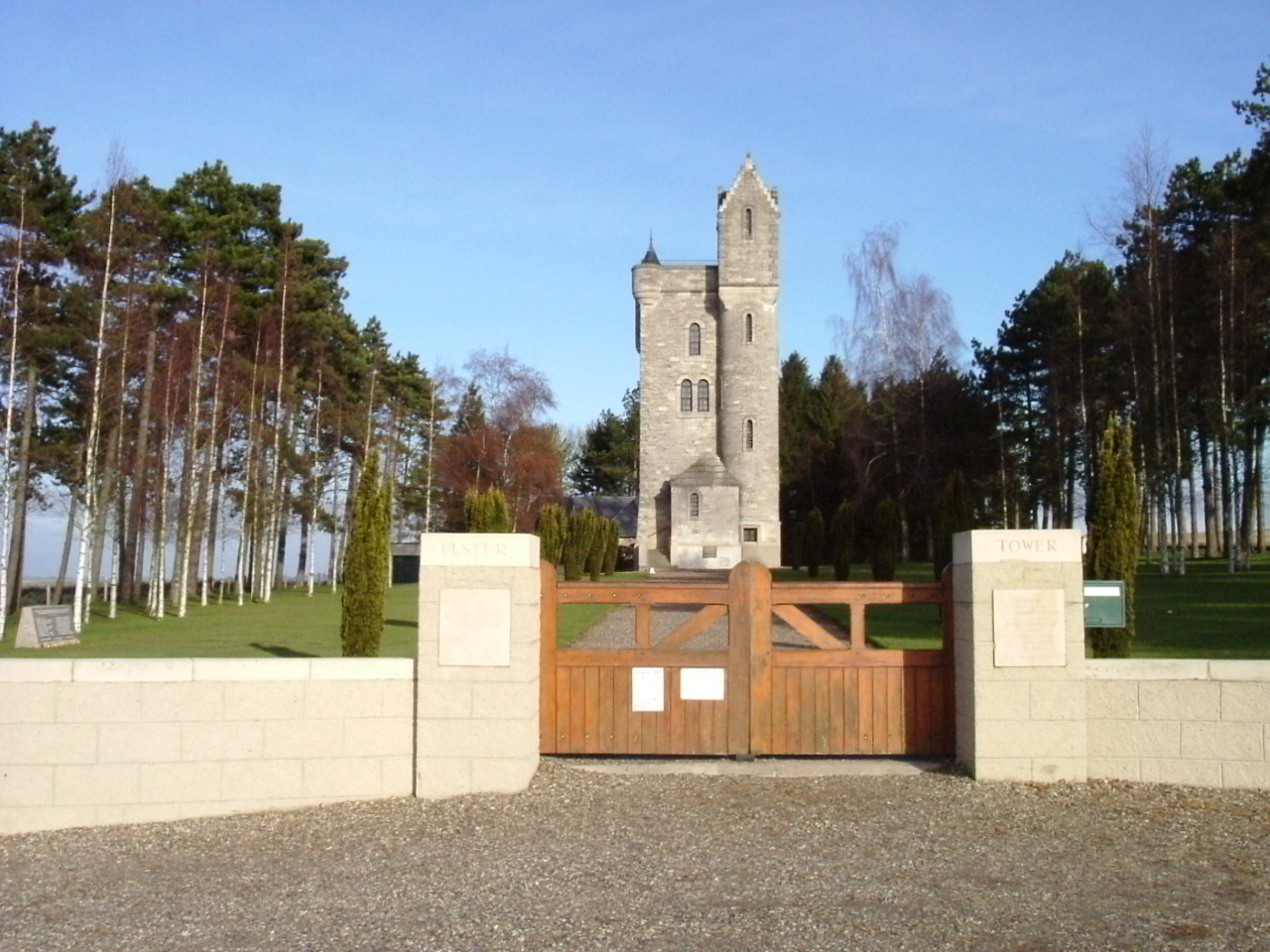
Der Ulster-Turm

- Thiepval-Denkmal (größtenteils auf dem Gebiet der Nachbargemeinde Authuille)
- Ulster-Turm
- Kirche Saint-Martin

## Persönlichkeiten
- François-Zephir Caron (1807–1862), Ritter der Ehrenlegion, hier geboren.
- François-Lucien-Eusèbe Doutart (1873–1925), Ritter der Ehrenlegion, hier geboren